# Myrrhis australis
Myrrhis australis är en flockblommig växtart som beskrevs av Carlo Allioni. Myrrhis australis ingår i släktet spanskkörvlar, och familjen flockblommiga växter. Inga underarter finns listade i Catalogue of Life.